# Crkva sv. Prokopija u Visokom
Crkva svetog velikomučenika Prokopija izgrađena je 1857. godine (1853.) nalazi se u Visokom i predstavlja hram Srpske pravoslavne crkve, pripada Dabrobosanskoj mitropoliji te je sjedište Visočke parohije. Ovaj hram posvećen je svetom velikomučeniku Prokopiju. Crkva sv. Prokopija u Visokom nalazi se uz magistralu Visoko – Kiseljak, u neposrednoj blizini novog visočkog groblja, u dijelu predgrađa Podvisoki.

## Povijest
Ferman o gradnji crkve, pisana dokumentacija i sva crkvena arhiva izgorjeli su u požaru 1941. godine, tako da se vrijeme izgradnje objekta ne može utvrditi sa sigurnošću. U svojoj povijesti crkva je više puta obnavljana, a posljednji put 1998. godine, kada su izvedeni radovi na fasadama crkve, krovopokrivački i radovi u enterijeru, te popravci prozora. Radove je financirala Grčka pravoslavna crkva. U crkvi sv. Prokopija u Visokom nalazi se jedna od najpoznatijih i najvećih zbirki ikona na prostoru Bosne i Hercegovine. Zbirka je nastala poklonima parohijana, ali i donošenjem ikona iz crkava u Sarajevu. Zbirka se sastoji od stotinjak ikona, međutim, veći broj se odnosi na ikone rađene u tehnici kaširanja papira na drvo. Najstarija ikona je izrađena u bizantskom ikonografskom stilu i potječe iz 15. stoljeća. Iznad crkve nalazio se neki stariji sakralni objekt o čijem izgledu, dimenzijama i karakteristikama nema nikakvih informacija (osim podatka da je bio pokriven šindrom). U prilog toj tvrdnji ide činjenica da se lokalitet na kome se ta crkva nalazila i danas zove Klisa, što bi se moglo dovesti u vezu s pojmom klis (drveni crijep ili daščica u obliku crijepa), a koja služi kao krovni pokrivač. Prema riječima vjernika, današnja crkva sv. Prokopija s tog mjesta prenesena je na sadašnju lokaciju. Tijekom rata u Bosni i Hercegovini 1992. – 1995. zbirka je sačuvana tako što su ikone prenesene u podrum MUP-a u Visokom. Godine 2001. izvršeni su restauratorski radovi na pokretnom naslijeđu – tri ikone, iz zbirke od ukupno 18 ikona koje posjeduje crkva.

## Arhitektura
Crkva je zidana od kamena i cigle, osnove u obliku kraćeg pravokutnika, skladnih je proporcija i jednostavnog vanjskog izgleda i unutrašnjeg prostora, s četveroslivnim krovom pokrivenim crijepom. Prostor naosa završava se oltarskim prostorom i polukružnom apsidom, dok mu je na zapadnoj strani manji narteks iznad kojega je zidani zvonik. Gledana u cjelini crkva ostavlja utisak zatvorene kubične mase. Dekorativna strana fasade svedena je samo na pravilan ritam dviju zona prozorskih otvora. Na fasadi crkve i zvonika plastično su u štuku modelirani samo pojedini dijelovi konstruktivne i dekorativne arhitektonske plastike. I u kolorističkom pogledu oni kontrastiraju s osnovnim tonom fasade. Zvonik iznad glavnog ulaza sastoji se od dva dijela različite profilacije. Donji dio mu je kvadratnog presjeka s prozorima istog tipa kao na objektu, a imitacija rustike s izvučenim samo horizontalnim linijama ostvarena je u malteru. Plato s crkvom je niveliran. Crkveno dvorište ima kameni podzid. U stilskom pogledu starije ikone rađene su u italo-kritskom maniru 17. i 18. stoljeća, dok su mlađe ruski uvoz iz 19. stoljeća.

## Nacionalni spomenik
Crkva je proglašena nacionalnim spomenikom Bosne i Hercegovine Odlukom Komisije za očuvanje nacionalnih spomenika 8. ožujka 2004. godine. Nacionalni spomenik sastoji se od crkve, crkvenog dvorišta, ogradnog zida, ulazne kapije, parohijskog doma i pokretnog nasljeđa koje čini 18 ikona: Deizis sa arhanđelima Mihajlom i Gavrilom, Vaskrsenje Hristovo sa prazničnim scenama, Madona sa Hristom, Sv. Nikola, Sv. jevanđelist Marko, Krštenje Hristovo, Sv. Georgije ubija aždaju, Bogorodica sa Hristom, Sv. Petka i sv. Dimitrije, Sv. Nikola, Sv. Mitar, Nerukotvoreni Hristov lik na peškiru, Mandilium, Jerusalim, Jerusalim, Sv. Luka, Sv. Marko, Sv. Jovan i Sv. Matija.